# Felix Eikmeier

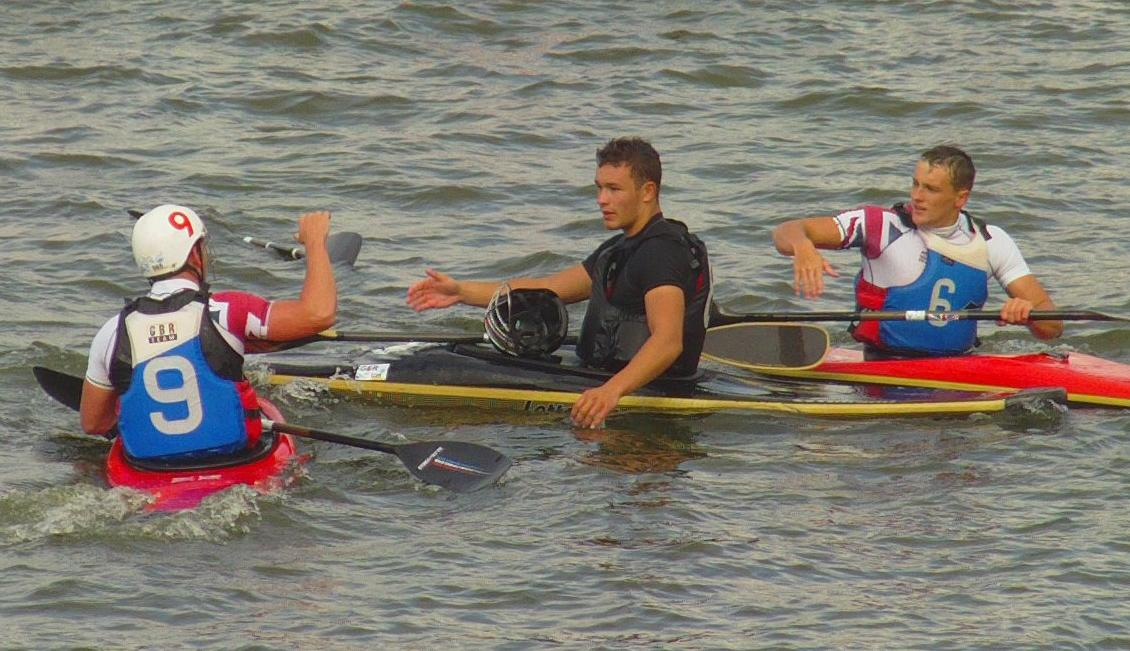
Felix Eikmeier WM 2012 Posen

Felix Eikmeier (* 1992) ist ein deutscher Kanupolospieler. 2011 wurde er mit der deutschen Mannschaft Vize-Europameister.

## Leben
Eikmeier ist gelernter Tischler und wuchs in Berne auf. Er spielt Kanupolo beim Bundesligisten TuS Warfleth und war Mitglied der deutschen U21-Nationalmannschaft. Er wurde von Nationaltrainer Holger Diedrich entdeckt und konnte sich bei Auswahlterminen in verschiedenen Leistungstests in Kraft, Ausdauer, Fahr- und Wurfübungen sowie internationalen Turnieren in Essen, Mechelen und Saint-Omer 2011 für die Aufnahme in die Nationalmannschaft empfehlen. Auf der europäischen Meisterschaft 2011 in Madrid spielte er mit der deutschen Mannschaft im Finale gegen Frankreich. Die deutsche Mannschaft lag mit 3:2 in Führung, die die französische Mannschaft in der letzten Minute ausgleichen konnte und in der Verlängerung mit 4:3 gewann. Felix Eikmeier wurde mit der deutschen Mannschaft Vize-Europameister. Mit Spannung wurde ein Wiedertreffen dieser beiden Mannschaften auf der WM 2012 in Posen erwartet, doch dazu sollte es nicht kommen. Auf der Weltmeisterschaft 2012 in Posen in Polen konnte die deutsche Mannschaft alle Vorrundengegner besiegen und zog im Halbfinale gegen England ein. Ein Treffer der Engländer in den letzten Sekunden des Spieles brachte die einzige WM-Niederlage, die deutsche Mannschaft bekam Bronze.